# محوطه میلی گردله ۱
محوطه میلی گردلهٔ ۱ مربوط به دوران پارینه‌سنگی است و در شهرستان کوهرنگ، بخش مرکزی، دهستان شوراب تنگزی، ۱ کیلومتری شمال غرب روستای دهنو بالا واقع شده و این اثر در تاریخ ۲۷ اسفند ۱۳۸۷ با شمارهٔ ثبت ۲۶۳۳۰ به‌عنوان یکی از آثار ملی ایران به ثبت رسیده است.